# TMSAT
TMSAT (auch Thai-Paht-1, OSCAR 31 oder TMSAT-OSCAR 31) ist ein thailändischer experimenteller Erdbeobachtungs- und Amateurfunksatellit für Packet Radio. Er wurde an der Mahanakorn University of Technology entwickelt und in Zusammenarbeit mit Surrey Satellite Technology (SSTL) gebaut.

## Aufbau
Der 55 kg schwere TMSAT basiert auf dem SSTL-70-Satellitenbus von SSTL. Seine Energieversorgung erfolgt über Solarzellen, die an vier Seiten der Satellitenstruktur angebracht sind. Mittels eines ausfahrbaren 6,2 m langen Auslegers ist TMSAT gravitationsstabilisiert, so dass die Kameras mit weniger als 1,5° Abweichung auf den Nadir ausgerichtet sind.
Der Satellit trägt drei experimentelle Nutzlasten:
- Eine Erdbeobachtungsnutzlast mit Multispektralkameras, die Aufnahmen mit einer Bodenauflösung von 98 m ermöglichen, eine Schwarz-Weiß-Weitwinkel-Kamera und eine Videokamera. Das Multispektralkamerasystem operiert in drei Spektralbereichen (grün, rot und nahinfrarot), um aus den Aufnahmen Aufschlüsse zum Zustand der Vegetation gewinnen zu können.[1][3][4]
- Ein GPS-Empfänger zur autonomen Positionsbestimmung im Orbit[1][3]
- Eine digitale Kommunikationsnutzlast bestehend aus einem Bulletin Board, das Datenaustausch im Teilstreckenverfahren ermöglichte. Der Uplink ist im 2-m-Band und der Downlink im 70-cm-Band.[1][3][5]

## Missionsverlauf
Der Satellit wurde am 10. Juli 1998 als Sekundärnutzlast mit einer Zenit-2-Rakete im Weltraumbahnhof Baikonur gestartet und in einer sonnensynchronen Umlaufbahn ausgesetzt. Seine COSPAR-Bezeichnung ist 1998-043C.